# Lohit fonts
Lohitはレッドハットによって開発され、ブラーフミー系文字に対応するよう設計されたフォントファミリーである。Lohitフォントは現在、アッサム語、ベンガル語、グジャラート語、ヒンディー語、カンナダ語、マラヤーラム語、マラーティー語、オリヤー語、パンジャーブ語、タミル語、テルグ語の11言語に対応している。このフォントはModular Infotechによって提供され、GPLの下でライセンスされていた。2011年9月には、OFLの下に再ライセンスされた。Lohitフォントは、ウィキペディアなど、ウィキメディア財団のいくつかのサイトにおいて、2012年3月からWebフォントとして使用されている。